# تاروین
تاروین (به انگلیسی: Tarvin) یک روستا و محله مدنی در بریتانیا است که در چشر غربی و چستر واقع شده‌است. تاروین ۲٬۷۲۸ نفر جمعیت دارد.